# Liste des bourgmestres d'Uccle
Liste des Bourgmestre de la commune d'Uccle (Région de Bruxelles-Capitale).

## Bourgmestres (Royaume de Belgique)
- Egide Van Ophem (1830-1836)
- Pierre-Joseph Dandoy (1836)
- Jean-Joseph Baudry (1836-1848)
- Egide Van Ophem (1848-1854)
- Albert Vanderkindere (1854-1860)
- Charles Verhulst (1860-1861)
- Hubert Dolez (1861-1864)
- Louis De Fré (1864-1872)
- Egide Labarre (1872-1878)
- Louis De Fré (1878-1880)
- Hilaire Pierret (1880-1881)
- Oscar Van Goidtsnoven (1881-1895)
- Victor Allard (1895-1900)
- Léon Vanderkindere (1900-1909)
- Xavier De Bue (1909-1912)
- Paul Errera (1912-1921)
- Xavier De Bue (1921-1925)
- Georges Ugeux (1925-1927)
- Jean Vander Elst (1927-1933)
- Joseph Divoort (1933-1939)
- Jean Herinckx (1939-1952)
- R. De Keyser (1953-1964)
- Jacques Van Offelen (PLP) (1965-1981)
- André Deridder (PRL) (1981-2000)
- Claude Desmedt (MR-FDF) (2001-2006)
- Armand De Decker (Bourgmestre empêché) (MR) (2006-2007)
  - Claude Desmedt (Bourgmestre faisant fonction) (MR-FDF) (2006-2007)
- Armand De Decker (MR) (2007-2017).
  - Marc Cools (MR) (2017-2017) ad interim[1],[2]
- Boris Dilliès (MR) (2017-...) [3],[4]